# یواس‌اس مارنگو (ای‌کی-۱۹۴)
یواس‌اس مارنگو (ای‌کی-۱۹۴) (به انگلیسی: USS Marengo (AK-194)) یک کشتی بود که طول آن 388' 8" بود. این کشتی در سال ۱۹۴۴ ساخته شد.